# Dagomba

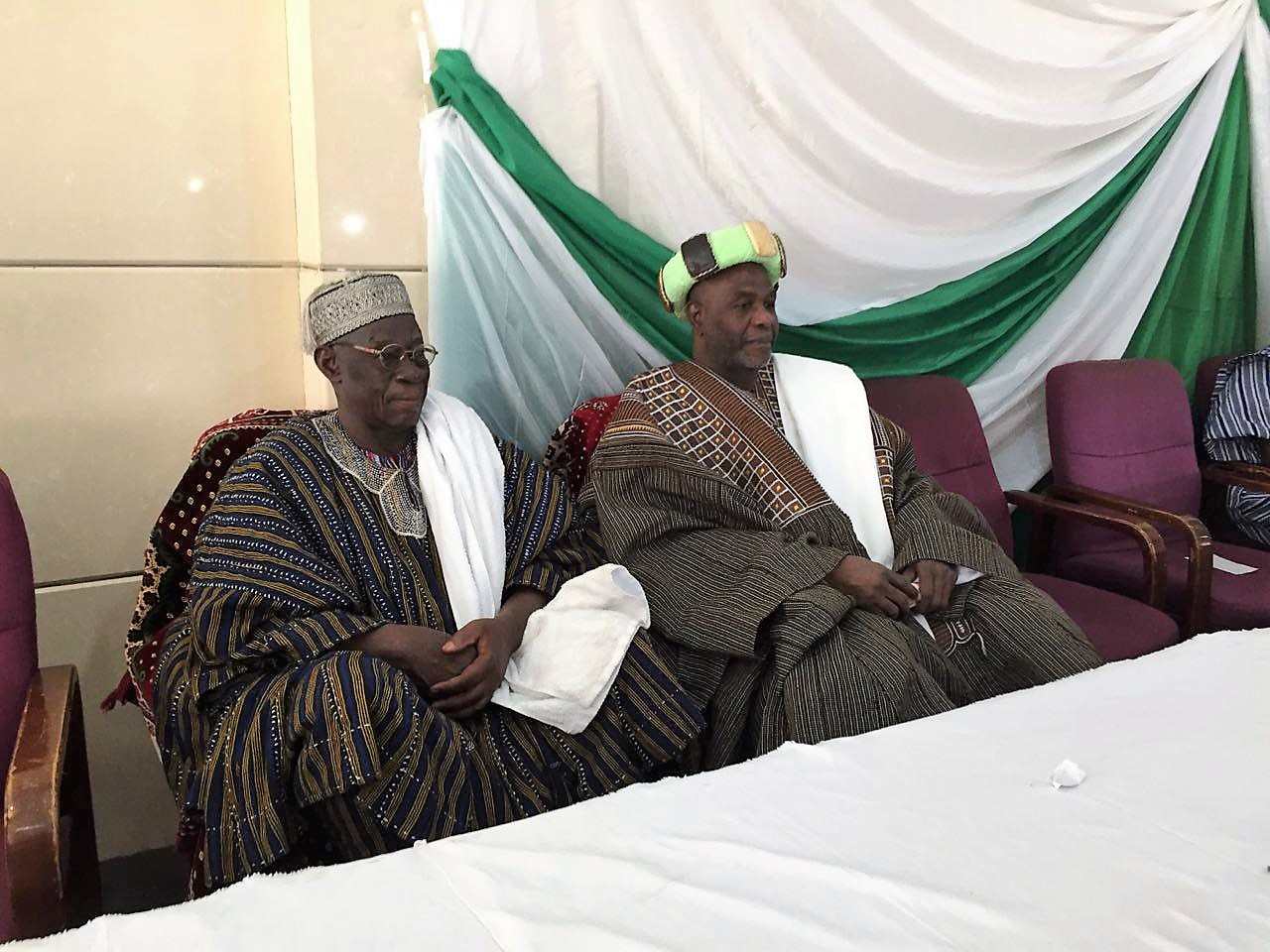
Capitostos tribals de Dagbon.

El regne de Dagomba o Dagbon és un estat tradicional de Ghana. El poble dagomba és el segon més important dels 54 pobles que viuen a Ghana. La seva àrea tradicional la formen 7 districtes: Tamale Municipality, Tolon/Kumbungu, Savelugu/Nantong, Yendi, Gushegu/Karaga, Zabzugu/Tatali i Saboba/Cheriponi. El governant tradicional és el Ya-Na i la capital és a Yendi. Quan es parla de la monarquia no es diu "la corona" o "el tron" sinó les "Pells de Yendi", ja que el lloc on seu el sobirà (que és absolut) és un conjunt de pells de bou.

## Fundació
Fou fundat per invasors del nord al segle xiii; El suposat fundador Tohadzie es va establir en un lloc concret i va aconseguir el suport de la població local a la que va organitzar per lluitar contra les viles veïnes que atacaven sovint la zona on s'havia establert. Es va casar amb una princesa maliana, Pagawubga que li va donar un fill, Kpognambo, que fou un guerrer notable almenys com el seu pare. A la mort dels seus pares es va desplaçar a l'est cap a Biun a Fadan Grumah, on va derrotar els tendana i es va proclamar rei de Biun, on va governar fins a morir; estava casat amb dues dones, Sihisabiga (filla del bruixot de Biun) i Suhuyini (filla del rei de Fadan Grumah); de la segona va tenir tres fills Malgimsim, Nyelgili i Namzisheli, i de la primera un, Gbewaah. Els quatre es van disputar el poder a Biun i Gbewaah va emigrar en el segle xiii cap a Pusiga (a la regió Oriental del Nord de Ghana) on va establir el primer regne Dagbon anomenat Gran Dagbon, Primer Dagbon o Vell Dagbon, que va governar fins a la mort. Per la seva banda Malgisim va dominar Biun, Nyelgili va fundar el regne de Nangodi i Namzisheli el regne de Tongo.
El rei del Gran Dagbon va ser titulat "nam" (o Naa). Després de la mort de Naa Gbewaah, els seus fills Zirli i Kofogu es van disputar el regne fin que el primer va matar el segon i va aconseguir imposar-se a Pusiga, però es va enfrontar a Biun i la lluita va portar a l'enfonsament del Gran Dagbon. Sitobu, Tohagu i Mantambo, altres fills de Naa Gbewaah es van traslladar més al sud de Pusiga amb els seus seguidors i Tohagu va fundar el regne Mamprusi, Mantabo va fundar el regne Naun i Sitobu el regne de Dagbon anomenat Modern Dagbon o Segon Dagbon. Una germana dels tres, Yentuagri, es va casar amb Grumah i van establir el regne de Moshi (vegeu Regnes Mossi).
El títol reial al Nou Dagbon fou Ya Naa (literalment "rei del poder" o de la força). A la mort de Sitobu el va succeir el seu fill Naa Nyagse (1416-1432) que va expandir el regne en totes direccions. Després d'ascendir a les pells (al tron) de Yani, Nyagse va fer la guerra als Dagbon Sablisi (Dagbamba Negres) i va fundar Yani Dabari, nova capital; en el camí va derrotar els tendana de Disega i de Piugu i va nomenar al seu fill Zakpabo com a cap a Piugu. Va anar llavors a Diare, Depale, Sena, Dalon, Tibun, Lunbuna, Vogu, Gbulun, Kumbungu i Zugu, tot en el modern Dagbon occidental; els tendana (en plural tendamba) foren massacrats i va nomenar als seus fills Sheno, Danaa, Lareyogu, Kpalaga, Tuntie, Suzable, Legu, Binbien i Waa respectivament com a caps dels pobles conquerits. Aquest sistema de nomenar fills, parents o persones de confiança a les poblacions conquerides fou seguit no sols per Nyagse sinó també pels seus successors; amb matrimonis mixtes es va aconseguir assimilar als conquerits a l'imperi Dagbon. A Zangbalun el rei Nyagse va nomenar cap al seu oncle Burzambo, i a Didoge a un dels seus seguidors, Bolega. Nyagse va continuar les conquestes ocupant Kunkon, Zakole i Nane on va nomenar als seus fills Tulibi, Bimbaliga i Koledgenle com a caps. A Karaga va nomenar rei (Naa) a un oncle (germà de Sitobu) mentre altres oncles, Biyunkomba i Bogyelgu, foren nomenats caps de Mion i Sunson respectivament. Després de les conquestes a l'oest de Dagbon, el rei Nyagse va travessar el riu Oti cap a Dagbon oriental on va conquerir Zabzugu instal·lant al seu fill Yalem com a cap i llavors va marxar a Nakpali i Yembageya. Tot seguit va anar a Salenkogu, on fou nomenat cap el seu net Nguhuriba mentre un altre net, Kabiun, fou nomenat a Tagnemo. Naa Nyagse va tornar llavors a Yogu i va massacrar als tendana de Namogu. Mentre estava a Yogu va fer construir Yani Dabari on va morir el 1432.

## Domini aixanti
El regne s'havia estès cap al sud al Black Volta (Volta Negre) però a la meitat del segle xvii va perdre part dels seus dominis davant Gonja. El regnat de Naa Gariba va coincidir amb el del Asahantene Osei Tutu I (1701-1717). Es va produir una divisió entre els caps de Dagbon i un dels cap, Kpatin Lana Ziblim, fill de Naa Andani I, va convidar al rei aixanti a atacar a Naa Gariba. Aquest, abandonat per tots els caps de Dagbon occidental, fou capturat per l'exèrcit aixanti; a la tornada a Kumasi amb el seu presoner un grup de notables (nahibi) dirigits per Nasalan Ziblim, es va presentar a l'exèrcit aixanti a Yeji i va demanar l'alliberament del rei Naa Gariba; això fou concedit però a canvi Dagbon hauria d'entregar esclaus, ramats i teles a manera de tribut anual. Aquest pagament va continuar, cada vegada més irregularment, fins a la decadència del regne Aixanti el 1874. Com a part de l'acord per l'alliberament de Naa Gariba, un delegat aixanti quedaria estacionat a Yendi, la capital de Dagbon. Això va comportar aviat l'establiment de una branca de mosqueters a l'exèrcit dagbon. Els mosqueters, Kambonse, va incrementar la capacitat militar del regne.
Durant el regnat de Ya Naa Suman Zoli (1778-1799), Yelizoli Lana Lagfu va esdevenir molt poderós i temut per seus iguals; va ajudar el seu oncle (germà de la seva mare) Mion Lana Yakubu en la presa del poder a Yani (a Yendi). Yelizoli Lana Lagfu i Naa Yakubu van organitzar les seves forces i van llançar un atac sorpresa contra Ya Naa Suman Zoli, derrotant el seu exèrcit i matant al rei (1799). Mion Lana Yakubu va pujar a les pells de Yani sota el nom de Ya Naa Yakubu I i va governar fins a la seva mort el 1839. Ya Naa Yakubu I fou el pare de Naa Abdulai (Abudu) i Naa Andani, els fundadors respectivament de les branques Abudu Yili i Andani Yili de la dinastia.

## Elseglexix
Durant el regnat de Ya Naa Yakubu I, el seu nebot Yelizoli Lana Lagfu va augmentar la seva força i va adquirir nou cacicats (Zabzugu, Gbungbaliga, Tagnamo, Nakpachia, Korli, Kunkon, Demon, i Chim). Els fills de Ya Naa Yakubu I, Abdulai, Andani i Mahami temien que Yelizoli Lana Lagfu fos massa poderós i pogués capturar Yani a la mort del seu pare tot i que Yelizoli Lana Lagfu era a Pagabia i d'acord amb la tradició dagbon no tenia dret a Yani. Quan Ya Naa Yakubu I va esdevenir malalt mental i Yelizoli Lana Lagfu va anar a Yendi per evitar que el rei fes alguna malifeta en el seu estat; això fou el pretext pels fills del rei per acusar-lo davant diversos "yanabihi". de voler usurpar el tron; els prínceps amb el suport de molts caps van declarar la guerra a Yelizoli Lana Lagfu al que van derrotar en una batalla a Demon; Lagfu va fugir però va morir en els combats subsegüents. No obstant els prínceps no podien creuar les portes de Yani i entrar a Yendi fins a la mort del seu pare. Naa Abdulai (Abudu) fou cap a Tampion, Naa Andani cap a Nyon i Naa Mahami cap a Nakpali. A la mort del rei de Karaga, Mahami, els prínceps pretenien adquirir el regne per un d'ells però Naa Yakubu I va nomenar al seu germà Sunson Naa Yahaya com a rei de Karaga. Els prínceps van emboscar al nou cap en el camí cap al seu nou lloc i el van matar; això va molestar al pare que pel que sembla no devia estar molt boig, i va esclatar la guerra entre aquest i els seus fills. Però els prínceps van obtenir molts suports i van aconseguir la victòria a les batalles de Vitin i Banvim Dohini, prop de Tamale; no obstant no van prendre cap mesura contra el seu pare que va poder seguir governant fins a la seva mort. Els prínceps van capturar els regnes vassalls de Savelugu i Mion: aquest va passar a Abudu mentre Naa Andani va esdevenir Ya Naa hereu, i un dels seus seguidors més fidels, Sakpe Naa Adama fou promogut al regne vacant de Karaga.
A la mort de Ya Naa Yakubu I, el seu fill Mion Lana Abdulai (Abudu), va esdevenir Gbon Lana i fou coronat com a Ya Naa Abdulai I. El seu germà Korli Naa Mahami havia mort i, per tant, les tres branques del regne que havien planejat mai es van realitzar, ja que el seu fill no tenia l'edat. Ya Naa Abdulai I va governar 19 anys (1839 a 1858) i a la seva mort el va succeir el seu germà (del mateix pare però diferent mare) Naa Andani amb el nom de Ya Naa Andani II. Aquest va governar 38 anys i fou el iniciador de l'encara vigent rotació (alternança) entre les dues branques de la casa reial, els Abudu Yili i els Andani Yili. Segons la tradició dagbon dos prínceps de la mateixa mare no podien pujar al tron i en aquest cas la mare de Naa Abdulai era Gbanzalun Lamisi i la de Naa Andani era Galibang Budaali.

## Penetració europea
En el regnat de Ya Naa Andani II els europeus van començar a penetrar al país portant banderes, tractats i promeses de protecció a les que Naa Andani II es va resistir, en concret als alemanys. El 4 de desembre de 1886 un exèrcit de 7000 dagbons armat d'arcs i fletxes es va enfrontar amb l'exèrcit alemany amb fusells a Adibo, prop de Yendi. Tot i le valentia dels guerrers dagbons, els alemanys van aconseguir (o almenys es van atribuir) la victòria però a causa de les moltes baixes es van haver de retirar sense aconseguir res.
Ya Naa Andani II, abans de morir, va recomanar que a la seva mort pugés a les pells Karaga Naa Alasani, fill de Naa Abdulai (Abudu) I, mentre el seu propi fill gran Tugu Naa Yiri esdevindria rei de Karaga, i hereu presumpte. Això va establir un sistema no escrit d'alternança. Però a la mort de Ya Naa Andani II, la lluita pel poder va esclatar altre cop: Karaga Naa Alasani no va aconseguir anar a Yendi on si que va arribar el fill de Ya Naa Andani II per vetllar al mort; segons la tradició a la mort del rei tots els caps de divisió havien d'anar a Yendi i oferir el condol a la família, excepte el Gushie Naa; després de l'enterrament els caps podien escollir entre restar a Yendi durant els ritus següents o tornar als seus respectius cacicats. Quan Karaga Naa Alasani no va arribar a la vetlla de Ya Naa Andani II, el seu fill ho va considerar ofensiu i quan Karaga Naa Alasani va arribar durant els ritus funeraris finals, el seu condol fou refusat i Karaga Naa Alasani va haver d'abandonar Yendi. Després del funeral i contra la darrera voluntat de Ya Naa Andani II, fou pujat a les pells Yoo Naa Darimani (a.k.a. Kukra Adjei) que era fill de Naa Yakubu I.
El regnat de Ya Naa Darimani (Kukra Adjei) fou efímer, va durar només set setmanes. Aprofitant la disputa que va seguir al funeral de Naa Andani II i la pujada de Ya Naa Darimani, el príncep Korli Naa Bukari Narkaw va anar a Sansanne Mango, al Togo Alemany, i va convidar als alemanys a atacar Yendi. Els alemanys que encara recordaven el seu fracàs després de la batalla d'Adibo, van veure una bona oportunitat per dominar Dagbon i dirigits per Rigler van envair el regne, trobant als senyors de Dagbon occidental que tornaven de la coronació de Naa Darimani, a la població de Sang; els van atacar i van matar a Tugu Naa Yiri que havia estat declarat Ya Naa hereu. Ya Naa Darimani (Kukra Adjei) va abdicar i va fugir de Yendi. Els alemanys van ajudar a pujar a les pells a Karaga Naa Alasani com a nou rei.
Després de pujar al poder Ya Naa Alasani va pujar a les pells de Karaga al seu oncle Korli Naa Bukari Narkaw i al seu propi germà Kalim al regne de Mion, (destituint a Mion Lana Salifu) i al seu oncle Bukari a Savelugu. Quan Yo Naa Bukari va morir als inicis de 1900, Ya Naa Alassani va nomenar per Savelugu al seu propi germà Mahama. Aquest nomenaments eren importants, ja que en aquest moment no hi havia cap Andani Yili que pogués aspirar al tron. A la pujada al poder de Ya Naa Alasani, el Dagbon o Dagomba, fins aleshores pràcticament en la seva totalitat dins a la zona neutral de Dagomba acordada entre Alemanya i Gran Bretanya, va quedar partit entre el Dagbon del Togo Alemany i el Dagbon de la Costa d'Or Britànica, ja que el 14 de novembre de 1899 Alemanya i la Gran Bretanya van signar un acord de límits entre la Costa d'Or i el Togo Alemany. El Dagbon occidental va quedar en mans dels britànics, i anava des de Mion (Sambu) a Tamale. Mentre Yendi, Mion (Sambu) i tota la regió oriental quedava dins el Togo Alemany. Aquesta divisió va crear un conflicte entre el rei Ya Naa Alasani (en territori alemany) i el seu oncle Naa Bukari Narkaw de Karaga (en territori britànic).

## El regne dividit entre Gran Bretanya i Alemanya
Després de la partició els britànics van instruir als caps de la part occidental a tallar els seus vincles amb la part oriental on residia el rei. Quan Ya Naa Mahama, rei de Savelugu fou trobat comunicant amb el seu germà el rei Ya Naa Alasani, fou deposat i empresonat. Naa Bukari Narkaw de Karaga va obeir als britànics i va tallar les comunicacions, i fou descrit com un dels caps més lleials al britànics. La situació de partició va permetre a alguns caps de la part occidental augmentar els seus cacicats: a la mort de Lana Kalim de Mion, Naa Bukari Narkaw en nom "del rei de Dagbon" va nomenar un fill de Ya Naa Andani II com a rei de Mion, al mateix temps que Ya Naa Alasani nomenava al seu fill Abdulai pel mateix lloc; com que el regne vassall de Mion estava també partit, la part britànica va establir la seva capital a Kpabia i la part alemanya va restar a Sambu. Es diu que just abans de la partició el cap de Tamale, Gulkpe Naa, era en viatge a Yendi i no va poder retornar, i Dakpema es va proclamar cap de Tamale, i va poder convèncer els britànics de traslladar la capital del Protectorat dels Territoris del Nord de la Costa d'Or de Gambaga (on estava) fins a Tamale. Després de la destitució de Ya Naa Mahama (segon fill de Ya Naa Andani II) com a rei de Savelugu, Naa Bukari fou portar a les pells del regne de Savelugu; altres fills de Ya Naa Andani II havien també pujat a les pells de Sagnarigu, Tampion, Zangbalun i Kpatinga. Així els Andani augmentaven el seu poder al Dagbon occidental sota els britànics.

## Protectorat britànic
El 1914-1915 els britànics es van apoderar del Togo Alemany entrant a Yendi (sense trobar gaire resistència) abans de finals de 1914. Ya Naa Alasani va morir el 17 de gener de 1917. Els britànics van decidir esperar al final de la guerra per portar a les pells a un nou rei i el Gbon Lana de Ya Naa Alasani, Mion Lana Abdulai, va assolir la regència. El 1920, després de tots els tractats de pau, els britànics van consentir la reunificació de Dagbon i pujar a les pells a Ya Naa Abdulai II. El 20 de novembre de 1920 el Cap Comissionat dels Territoris del Nord, capità C.H. Armitage va convidar a 35 caps dagbons a Tamale per elegir un nou Ya Naa. Es van presentar candidats Mion Lana Abdulai, fill de Ya Naa Alasani, que ja servia com a Ya Naa (hereu) de facto feia prop de 4 anys; Ya Naa Bukari, fill de Ya Naa Andani II, que era vell, cec i estava parcialment paralitzat; Karaga Naa Ziblim, rebesnet de Ya Naa Yakubu, encara que ocupava una porta de Yani no era elegible; el Mion Lana Abdulai (rei del Mion britànic), fou designat per influència de Karaga Naa Bukari Narkaw, si bé la designació fou disputat per caps i ancians del Dagbon alemany; quan el 22 de novembre de 1920 el Cap Comissionat va preguntar si havien arribar a una decisió, seguint les instruccions d'Armitage, els caps van informar que elegien a Ya Naa Bukari però com que aquest no es podia traslladar des de Savelugu a Yendi per la seva edat i salut, va abdicar en favor de Mion Lana Abdulai (que havia estat Gbon Lana de Ya Naa Alasani) que va agafar el nom de Ya Naa Abdulai II. Aquest va nomenar Mion Lana Abdulai al regne vacant de Mion. Aquesta elecció trencava en les formes la costum i tradició dagbon.
Els britànics van intentar recuperar la confiança dels caps amb el rei especialment els caps occidentals que no havien pogut contactar amb Yendi durant 20 anys. Però van seguir designant els caps i reietons locals en favor de caps de l'antiga part britànica per temor que el rei no els nomenés en castig per la seva actitud abans de 1920; com a exemple, quan Ya Naa Bukari va morir el 1921, els britànics van imposar com a successor a Savelugu a Bamvim Lana Abdulai, un cap fidel. Els britànics a més es reservaven l'aprovació de cada nomenament i podien destituir a qualsevol cap que després d'un temps de prova no fos satisfactori pels britànics.
El 1930 es va fer una Conferència de Dagbon, oberta el 24 de novembre, a fi i efecte d'instituir el "govern indirecte"; la conferència va establir una detallada història del país i va fixar els límits; va detallar els cacicats, les seves classes, i el seu ordre de precedència; també va establir el consell d'ancians de Yendi i el Consell d'Estat Dagbon. Es va regular la successió i es va decidir que només els caps que ocupaven les pells de Mion, Karaga i Savelugu eren elegibles per les pells de Yani (a Yendi). Els nets de rei foren exclosos de la successió. Per la selecció del rei es va establir un comitè format pel Kuga Naa, Tugri Nam, Gushie Naa i Gomli; tots els nomenaments de cap havien de ser fets pel rei i que cap rei podia ser privat de ser-ho excepte per la mort. També es va preveure una Dagbon Native Authority. La Dagbon Native Authority formada pel rei i el seu consell. Tretze Native Authorities subordinades (amb diversos cacicats i els seus ancians) foren instituïts; les Native Authorities tenien el deure de mantenir l'ordre, i el deure d'arrestar i imposar penes de presó i multes. Amb aquests poders el càrrec de Ya Naa, els prínceps de Dagbon obtenien un ofici lucratiu, ja que a part de les funcions policials, administratives i judicials, podrien tenir el seu propi exèrcit i cobrarien un sou que sortiria de les taxes i impostos imposats de manera directa als súbdits.
Ya Naa Abdulai II va morir el febrer de 1938. Quatre caps es van presentar per la successió: el regent de Ya Naa Abdulai, Gbon Lana Alhassan; Yo Naa Yakubu; Mion Lana Mahama i Karaga Naa Ziblim. Yo Naa Yakubu i Mion Lana Mahama eren fills de Ya Naa Andani II. Karaga Naa Ziblim era fill de Karaga Naa Bukari. D'acord amb la "constitució" les candidatures de Gbon Lana Alhassan i Karaga Naa Ziblim eren de fet simbòliques, ja que cap dels pares havia arribat a Yani i no es podia ser rei sense haver estat un dels reis de Yani (els tres regnes que eren les portes de Yendi). Gbon Lana Alhassan, per altra banda, no ocupava cap dels tres regnes. El comitè de selecció va anunciar el 23 de setembre de 1938 que era escollit Mion Lana Mahama amb el nom de Ya Naa Mahama II; tot seguit aquest va nomenar a Gbon Lana Alhassan per la vacant de Mion.
El 1947 va morir Karaga Naa Ziblim. Ya Naa Mahama II va nomenar al seu fill aleshores Sagnarigu Naa Andani, com a rei de Karaga entre protestes dels ciutadans de Karaga i dels ancians de Yendi. En la confusió del moment Sunson Naa Adam, germà petit de Karaga Naa Ziblim va desafiar al rei i va anar a Karaga per pujar a la pell abans que Naa Andani. Banvim Lana Abdulai, que havia estat designat pel cacicat de Sagnarigu, també es va moure per ocupar les pells de Sagnarigu, deixant així a Naa Andani sense les pells. El Cap Comissionat va intervenir en aquest moment i va suspendre la pujada a les pells de Karaga. El 6 de febrer de 1948 el rei Ya Naa Mahama II va morir quan tenia uns 80 anys. Després de la seva mort el Dagbon State Council es va reunir el 12 de maig de 1948 presidit pel Gbon Lana de Ya Naa Mahama II, i per unanimitat es va decidir per unanimitat el canvi del comitè de selecció que en endavant estaria format pels caps divisionals i ancians de Yendi. Els caps eren: Gushie Naa, Yelzoli Lana, Nanton Naa, Gulkpe Naa, Sunson Naa, Tolon Naa i Kumbun Naa; i els ancians eren el Kuga Naa, Zohe Naa, Tugri Nam i Gagbindana. La selecció del rei seria per vot secret sent elegit qui obtengués la majoria dels vots.
Després del funeral quatre caps van presentar candidatura: Yo Naa Mahamuru i Ya Naa Mahama II Gbon Lana Andani de la branca Andani Yili, i Sunson Naa Adam i Mion Lana Mahama de la branca Abudu Yili. El regent de Ya Naa Mahama II, Gbon Lana Andani, estava entre les pells de Sagnarigu i Karaga. Sunson Naa Adam també havia usurpat el regne de Karaga tot i que era un net. Aquestos dos darrers candidats no havien ocupat oficialment la pell de la porta de Karaga. Mion Lana Mahama era el germà petit de Ya Naa Abdulai II i fou portat a les pells com a Mion Lana després de la mort del fill de Ya Naa Abdulai, Mion Lana Alhassan. Mion Lana Mahama fou l'escollit i pujat a les pells sota el nom de Ya Naa Mahama III, però la selecció la va fer l'antic comitè de selecció i no pel nou. A la tardor va morir el rei Ya Naa Mahama III El 12 de desembre de 1953 el Dagbon State Council va acordar per unanimitat que Gbon Lana Abdulai tindria dret a aspirar a la reialessa, esmenant així la constitució i permetent que el regnant Gbon Lana en exercici pogués optar a ser rei, el que apujava el nombre de possibles aspirants de ple dret a quatre (els reis de les tres portes de Yani i el Gbon Lana).
El 19 de març de 1954 el comitè de selecció es va reunir a Yendi; els candidats eren Mion Lana Andani, Yo Naa Mahamuru, Karaga Naa Adam i Gbon Lana Abdulai, els dos primers de l'Andani Yili; Karaga Naa Adam com a net, no podia aspirar efectivament; el Gbon Lana Abdulai no exercia en aquest moment cap cacicat. Mion Lana Andani va tenir 2 vots i Gbon Lana Abdulai en va tenir 9 (els altres cap). Gbon Lana Abdulai fou elegit amb el nom de Ya Naa Abdulai III (1954-1967)
La branca Andani Yili va començar una sèrie de moviments de protesta; el 27 de març de 1954, Karaga Naa Adam, Yo Naa Mahamuru, i el Mion Lana Andani van acordar anar a Tamale a protestar al Oficial en Cap regional (Chief Regional Officer) per la pujada a les pells de Ya Naa Abdulai III. Però les protestes no van tenir èxit i el oficial en cap no va acceptar les exigències que se li van presentar. Llavors Andani Yili va portar la seva ofensiva al Dagbon State Council, denunciant al rei sota els següents càrrecs: deformitats fisíques (de fet un ull i dents) que segons la llei l'incacitaven; no haver estat escollit pel tradicional comitè de quatre membres (kingmakers): Kuga Naa, Gushie Naa, Tugri Nam i Gomli; no ocupar cap porta de Yani; l'elecció violava l'alternança entre els Abudu Yili i els Andani Yili; i no havia estat pujat a les pells pels funcionaris corresponents (Kuga Naa, Tugri Nam i Gomli). Kuha Naa i Tugri Nam li donaven suport i estaven disposats a unir-se a Mion Lana Andani per ocupar el poder; la presència de forces de seguretat a Yendi ho va impedir. El Dagbon State Council va acordar el 3 de setembre de 1958 d'escoltar el cas contra Ya Naa Abdulai III, però finalment va desestimar tots els càrrecs. Després d'això diversos caps divisionals i subdivisionals de la branca Andani Yili, van abandonar els seus llocs i van acampar a Sambu; els Andani Yili estaven dirigits pel ministre de Sanitat J. H. Allassani, que va demanar portar el cas del Dagbon State Council al govern del país (del Convention Peoples Party C.P.P.) el 4 de maig de 1959; l'apel·lació ratificava els càrrecs anteriors. En el següent quadre es pot veure el problema de l'alternança que provocava el conflicte:
- Abdulai I 	1864-1876 	(branca Abudu Yili – 12 anys)
- Andani II 	1876-1899 	(branca Andani Yili – 22 anys)
- Darimani 	1899 	(branca Andani Yili – 7 setmanes)
- Alasani 	1899-1917 	(branca Abudu Yili – 18 anys)
- Bukari? 	1920 	(branca Andani Yili – va abdicar)
- Abdulai II 	1917-1938 	(branca Abudu Yili – 21 anys incloent els tres i mig de regència)
- Mahama II 	1938-1948 	(branca Andani Yili – 10 anys)
- Mahama III 	1948-1953 	(branca Abudu Yili – 5 anys)
- Abdulai III 	1953-1967 	(branca Abudu Yili – 14 anys)

Com es pot veure, des de 1899, en un període de 54 anys, els Andani Yili només havien estat al poder 10 anys i durant la resta els Abudu Yili van governar Dagbon i van pujar a les pells gairebé tots els caps importants i reis vassalls dels regne. Com que els caps afavorien als Abudu Yili, el comitè de selecció que n'era un reflex, havia escollit a un membre d'aquesta branca. Els dos caps dels Andani Yili, Yo Naa Mahamuru i Mion Lana Andani, no havien arribat a les portes de Yani; el primer, de Savelugu, tenia uns 80 anys i no calia esperar que visqués molts més anys; Mion Lana Andani tenia uns 50 anys i Ya Naa Abdulai III en canvi estava en la vintena i es podia esperar que sobreviviuria doncs als caps de Sevelugu i Mion; per tant era urgent pels Andani Yili pujar a les pells de les portes de Yani. El govern del CPP necessitava suport als territoris del Nord, ja que el partit majoritaria a aquesta zona havia estat el Northern Peaples Party (N.P.P.) que era majoritaria a les àrees Dagbon i tenia el suport del rei. El CCP va nomenar un comitè dirigit per l'advocat S.D. Opoku Afari que va donar la raó als apel·lants, però al gabinet el informe fou capgirat, ja que en cas de deposar el rei es podien produir disturbis; alguns dirigents del NPP com el cap a Dagbon, Yakubu Tali-Tolon Naa, i el diputat per Savelugu, Salifi Yakubu, s'havien passat al CCP i aquesta decisió va provocar que molts caps dagbons, entre els quals el mateix rei, es van passar en bloc al CCP. Els apel·lants foren convocats a Accra el 17 de juny de 1960 i convençuts que havien de desistir pel bé de Ghana. Però com que Mion Lana Andani al·legava que si ell moria tots els seus fills quedaven exclosos de la successió, el govern el va compensar en la declaració de 25 d'agost de 1960 per la qual la reialessa s'alternaria en endavant entre les branques Andani i Abudu (Legislative Instrument 59) i els elegibles serien: els fills del difunt rei o de l'anterior ocupant una de les pells de les portes de Karaga, Savelugu i Mion; a la mort de Ya Naa Abdulai III el següent rei seria Mion Lana Andani dels Andani Yili i si aquest ja havia mort seria un membre de la branca i en aquest cas els seus fills quedaven habilitats per compensar la possible injusticia comesa amb el pare amb el mateix rang que si fossin fills del rei; i que en tot moment les tres portes serien ocupades per les dues branques amb un mínim d'una porta i un màxim de do; quan dos candidats d'una família fossin candidats a ser reis a Yendi, el més antic ocupant de les pells d'una porta seria nomenat. La llei 59 fou una victòria pels Andani Yili i vista com un entrebanc pels Abudu Yili especialment perquè reconeixia que Mion Lana Andani havia d'haver estat el legítim successor de Naa Mahama III.
Quan Kwame Nkrumah (del Convention Peoples Party) fou enderrocat per un cop d'estat militar el 24 de febrer de 1966, els Abudu Yili van veure una oportunitat per revocar la llei 59 i van fer lobby al govern del National Libration Council (NLC). El 25 de maig de 1967 el Dagbon State Council va demanar la revocació al NLC però el rei Ya Naa Abdulai III va morir abans de cap decisió, el 14 de setembre de 1967; el seu fill Mahamadu de 19 anys i estudiant, seguiria després la lluita per la revocació de la llei 59.
El 21 d'octubre de 1967 el Dagbon State Council va començar el funeral Ya Naa Abdulai III. El Gbon Lana Mahamadu va anunciar que volia posposar el finals dels ritus funeraris del seu pare fins a obtenir resposta a la petició de revocació i va encarregar el funeral a Karaga Naa Adam. Mion Lana Andani s'hi oposava i reclamava que li corresponia per tradició ser el responsable del funeral, i que els volia fer ràpids per després ser pujat a les pells conforme a la llei 59. El govern del NLC va reenviar la petició de revocació del Dagbon State Council a la Camra de Caps que va rebutjar la pujada a les pells de Mion Lana Andani. Membres de la Cambra de Caps incloent el Nayiri de Mamprugu i el Yebunwura de Gonja van al·legar que la llei 59 era la fórmula idònia per a resoldre el conflicte successori però els arguments foren enfrontats als que consideraven que la llei 59 havia estat obra de J. H. Allassani i el govern de Nkrumah i el C.P.P. i que la llei violava de manera seriosa la costum i les tradicions de Dagbon, i van retornar la decisió al govern. Més polítics van entrar en la disputa entre els quals B. A. Yakubu, membre del N.L.C. i subcomissionat de Policia, i Ibrahim Mahama, un commissionat del govern del N.L.C. B.A. Yakubu procedia de Gushiegu i era fill del Gushie Naa; el seu germà havia estat nomenat cap de Gushiegu per Ya Naa Abdulai III i el seu pare ho havia estat també per la branca Abudu Yili; era considerat un simpatitzant dels Abudu. Mahama, líder de la Northern Youth Association, afavoria per la seva banda als Andani Yili. El govern del NLC va publicar la llei 596 que revocava la llei 59, però seguidament per decret 281 va restablir la llei 59. Es va crear llavors una comissió que va recomanar la revocació i finalment el 15 d'octubre de 1968 el NLC va revocar la llei 59 en virtud del decret 296 exigint que l'elecció de rei es fes d'acord amb el costum i la constitució.
Dels tres ocupants de les portes de Yani només Mion Lana Andani estava qualificat, ja que Karaga Naa Adam i Yo Naa (Savelugu Naa) Abdulai eren ambdós nets (yanse) i, per tant, no elegibles. La lluita doncs se centrava entre Mion Lana Andani i Gbon Lana Mahamadu, que ara era elegible (per la revocació de la llei 59). Mion Lana va tenir el suport dels tradicionals "kingmakers" de Kuga Naa, Tugri Nam, Gomli i Kpati Naa, mentre Gbon Lana Mahamadu tenia el suport del comitè de selecció modern. Així cada comitè va elegir al seu candidat. Per evitar un xoc entre les dues branques es va haver d'enviar una guàrdia armada a Yendi. L'endemà Radio Ghana anunciava per sorpresa que Mion Lana Andani havia estat escollit i havia estat pujat a les pells; sembla que Ibrahim Mahama, aleshores commissionat d'Informació, va utilitzar el seu càrrec per presentar com a fet consumat l'ascens de Mion Lana Andani amb el nom de Ya Naa Andani III (1968-1969). El oficial administratriu del districte J. E. Nsaful va fer una investigació i va decidir reconèixer el nomenament de Mion Lana Andani com a vàlid. Ara foren els Abudu Yili els que van començar protestes. El 24 de novembre de 1968 van presentar una petició al NLC contra la pujada a les pells d'Andani III. El NLC va nomenar un comitè de tres membres (Mate Kole Committee, presidit per Nene Azzu Mate Kole amb Nana Obiri Yeboah i Jatoe Kaleo) el 14 de desembre de 1968, començant les sessiones el 17 de desembre de 1968 a Tamale havent de determinar: la manera de nominar i elegir un Ya Naa; si Andani III fou pròpiament elegit i pujat a les pells; si la seva instal·lació fou influïda per la presència de policies i militars o pel oficial del districte de Yendi.
Mentre el Comité treballava va morir Ya Naa Andani III el 14 de març de 1969 als 70 anys, després de 4 mesos. El comitè va acabar el seu informe l'agost de 1969. Entre les dues dates el general J.A. Ankrah va dimitir com a president del N.L.C. i Ibrahim Mahama va cessar com a Commissionat d'Informació. El brigadier A.A. Afrifa fou el nou president del N.L.C., i va anunciar plans per retornar al govern civil, aixecant la prohibició als partits polítics. A Dagbon els partits estaven alineats amb els caps; els Abudu Yili votaven pel Progress Party (P.P.) de Kofi A. Busia, mentre els Andani Yili votaven per la National Alliance of Liberals (N.A.L.) de K.A. Gbedemah. Ibrahim Mahama fou el candidate del N.A.L. a Tamale. El NAL va obtenir el 49% dels vots i 4 de set escons a Dagbon (els altres tres foren pel PP). El 3 de setembre de 1969 K. A. Busia va esdevenir primer ministre de Ghana; l'endemà el PP va fer públic el resultat del Comitè: Ya Naa Andani III fou elegit contra la costum dagbon i la seva pujada a les pells era totalment nul·la; es recomanava elegir i pujar a les pells al més aviat possible a Gbon Lana Mahamadu. També es deia que el District Administrative Officer de Yendi havia interferit en el procés de selecció i que les autoritats del districte i la regió s'havien excedit afavorint a Ya Naa Andani. El 7 de setembre de 1969 els Andani Yili van enviar una protesta i van declarar que l'elecció d'una persona seleccionada que havia pujat a les pells i mort com a rei era irrevocable. Però el govern estava prenent mesures per pujar a les pells a Gbon Lana Mahamadu i exigia als Andani Yili d'evacuar el palau de Gbewaa; el 9 de setembre de 1960 les forces de seguretat van disparar contra els membres dels Andani Yili que romanien al palau matant a 23 persones (algunes dones i nens) i ferint a més de 40; 700 persones foren arrestades i moltes armes confiscades. Poc després Ya Naa Mahamadu Abdulai era pujat a les pells com Ya Naa Mahama IV.
El nou cap va nomenar a B. A. Yakubu com a cap del cacicat vacant de Gushiegu on el cap local Gushie Naa (germà de Yakubu) havia mort feia algun temps. Per la vacant de Mion va nomenar al seu propi oncle Sang Lana. Ya Naa Mahamadu va ser membre del Consell d'Estat de Ghana el setembre de 1969 i el maig de 1970 fou elegit president de la Northern Region House of Chiefs. El 13 de febrer de 1972 el govern de Busia fou enderrocat en un cop d'estat pel General I. K. Acheampong que va formar el National Redemption Council (NRC).
El 26 de febrer de 1972 els Andani Yili van enviar una petició al govern militar per formar una comissió d'enquesta per resoldre la disputa del poder a Yendi. Es va crear el Ollenu Committee of Inquiry dirigit pel jutge Nii Amaa Ollennu amb Sir Tsibu Darki IX, Nana Atakora Amaniampong II i Togbe Adja Tekpor VI com a membres. Havia de dictaminar sobre el procediment per nominar, seleccionar i pujar a les pells al rei; sobre les circumstàncies de l'abrogació de la llei 59; sobre l'anul·lació del regnat de Ya Naa Andani III; i sobre la legalitat de la nominació, selecció i pujada a les pells de Ya Naa Mahama IV (Mahamadu). Aquest comitè va declarar tot el contrari que el Mate Kole Committee (Andani III fou elegit legalment i, per tant, no es podia anul·lar el regnat i en canvi el nomenament i pujada a les pells de Ya Naa Mahama IV fou contrari a la llei i declarat nul). A més va dictaminar que com que cap membre dels Andani Yili ocupava una de les portes de Yani, Gbon Lana Yakubu Andani havia de ser pujat a les pells.
El 31 de maig de 1974 Gbon Lana Yakubu Andani (Kampakuya Naa o regent) ascendia a les pells com a Ya Naa Yakubu II. El 5 de juliol de 1978 el general Acheampong fou enderrocat en un cop d'estat dirigit pel tinent general F. W. K. Akuffo. Uns mesos després, el 9 de maig de 1979, els Abudu Yili presentaven una petició al govern del Supreme Military Council. El govern va garantir el dret dels Abudu Yili d'apel·lar les decisions del Ollennu Committee of Inquiry. El 4 de juny de 1979 el tinent general F. W. K. Akuffo fou enderrocat per un cop d'estat d'estat del tinent d'aviació Jerry Rawlings. Rawlings va visitar Yendi i va celebrar una reunió a la que van assistir tant el rei Ya Naa Yakubu II com el deposat Ya Naa Mahama IV aconseguint que ambdós es donessin les mans i aconsellent-los que oblidessin les seves diferències.
El 24 de setembre de 1979 es va iniciar el govern del People’s National Party (PNP) dirigit per Hilla Limann. El 1981 els Abudu Yili van guanyar el dret d'apel·lació a les decisions del Ollennu Committee i van guanyar l'apel·lació a la cort d'Apel·lacions de Ghana. El govern de Liman, del P.N.P., fou expulsat en un cop d'estat el 31 de desembre de 1981 dirigit per Jerry Rawlings que va formar el Provisional National Defence Council (P.N.D.C.). El cas de Yendi però, va seguir als tribunals. La Cort d'apel·lació va decidir que l'elecció l'havia de fer el comitè format el 1948; que la selecció de Ya Naa Mahama IV (Mahamadu Abdulai) fou vàlida i legal; que la selecció de Ya Naa Andani III fou il·legal i la seva pujada a les pells nul·la i el seu regnat quedava anul·lat; que Ya Naa Yakubu II (Yakubu Andani) no podia haver estat seleccionat i elegit, ja que el seu pare mai fou un rei legítim; la destitució de Ya Naa Mahama IV (Mahamadu Abdulai) determinanada pel comitè Ollenu, era derogada.
Els Andani Yili van apel·lar a la cort d'Apel·lacions de la cort suprema de Ghana el 25 de febrer de 1985. El 17 de desembre de 1986 la cort suprema va fallar a favor dels Andani Yili revocant la sentència de la cort d'apel·lació. La decisió de la Cort Suprema posava final a la disputa. El 21 de desembre de 1986 Ya Naa Yakubu II va retornar a Tamale i d'alli a Yendi on fou rebut pels seus simpatitzants; l'ex rei Ya Naa Mahamadu també va tornar a Tamale però va haver de posposar el retorn a Yendi a causa d'enfrontaments entre gent dels Abudu Yili i dels Andani Yili, que van causar sis morts i molts més ferits. Ya Naa Mahamadu va tornar a Yendi per sorpresa el 3 de gener de 1987 i va viure a Yendi com a Bolin Lana fins a la seva mort.
Ya Naa Yakubu II va governar Dagbon fins al 27 de març del 2002 quan els Abudu Yili van atacar el palau de Gbewa a Yendi i el van matar junt amb 30 parents i servidors. El cap i una mà del rei foren tallades pel que no podia ser enterrat, però finalment foren retornades el 2006 quan les dues branques es van posar d'acord en la successió. L'abril de 2006 Abdulai Andani va ser nomenat regent (Kampakuya Naa Abdulai Yakubu Andani). His successor is Yaa-Naa Abdulai Yakubu. El 29 de maig de 2001 la cort d'Accra va absoldre a 15 acusats dels fets del 2002 el que va provocar diverses protestes violentes en el país dagbon.

## Reis (Naa)
- Tohadzie segle xiii
- Kpognambo segle xiii
- Naa Gbewaah segle xiii
- Naa Sitobu ?-1416
- Naa Nyagse 1416-1432
- Naa Zulandi 1432-1442
- Naa Bierigudeera 1442-1454
- Naa Darigudeera 1454-1469
- Naa Zolgu 1469-1486
- Naa Zongma 1486-1506
- Naa Ningmitooni 1506-1514
- Naa Dimani 1514-1527
- Naa Yanzoe 1527-1543
- Naa Darizegu 1543-1554)
- Naa Luro 1554-1570
- Naa Titugri 1570-1589
- Naa Zagli 1589-1608
- Naa Zokuli 1609-1627
- Naa Gungobili 1627-1648
- Naa Zangina 1648-1677 (escollit entre pretendents per un àrbitre que fou el Nayiri, cap de Mamprugu)
- Naa Andani Sigli o Naa Andani I 1677-1687
- Naa Binbiegu 1687-1700
- Naa Gariba 1700-1720
- Naa Nasalan Ziblim 1720-1735
- Naa Ziblim 1735-1740
- Naa Ziblim Kulunku 1740-1760
- Naa Andani Jangbariga o Naa Andani II 1760-1778
- Naa Suman Zoli 1778-1799
- Ya Naa Yakubu I 1799-1839 (darrer rei que va pujar al tron per la violència)
- Naa Abdulai I 1839–1858
- Naa Andani II (1858 – 1896)
- Ya Naa Darimani (Kukra Adjei) 1896 (set setmanes)
- Ya Naa Alasani 1896-1917
- Mion Lana Andulai (regent) 1917-1920
- Ya Naa Bukari 1920
- Ya Naa Abdulai II 1920-1938
- Ya Naa Mahama II 1938-1947
- Ya Naa Mahama III 1947-1953
- Ya Naa Abdulai III 1954-1967
- Ya Naa Andani III 1968-1969
- Ya Naa Mahama IV 1969-1974
- Ya Naa Yakubu II 1974-2002